# بولشوی یالومان
بولشوی یالومان (به لاتین: Bolshoy Yaloman) یک منطقهٔ مسکونی در روسیه است که در جمهوری آلتای واقع شده‌است.